# Dendropsophus columbianus
Dendropsophus columbianus là một loài ếch thuộc họ Nhái bén.
Đây là loài đặc hữu của Colombia.
Môi trường sống tự nhiên của chúng là đồng cỏ nhiệt đới hoặc cận nhiệt đới vùng đất cao, đầm lầy, hồ nước ngọt, đầm nước ngọt, vùng đồng cỏ, vườn nông thôn, và ao.

## Hình ảnh

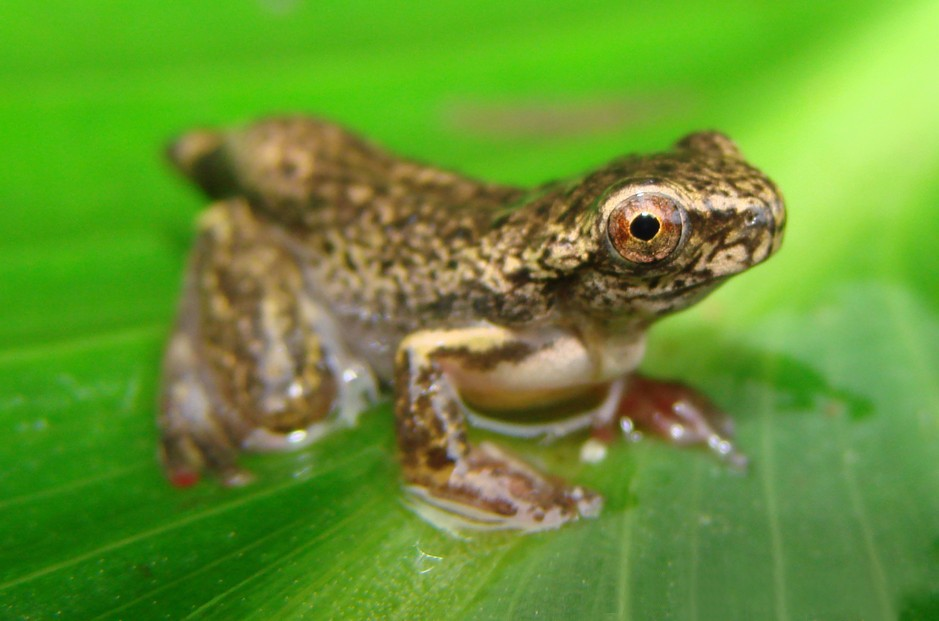
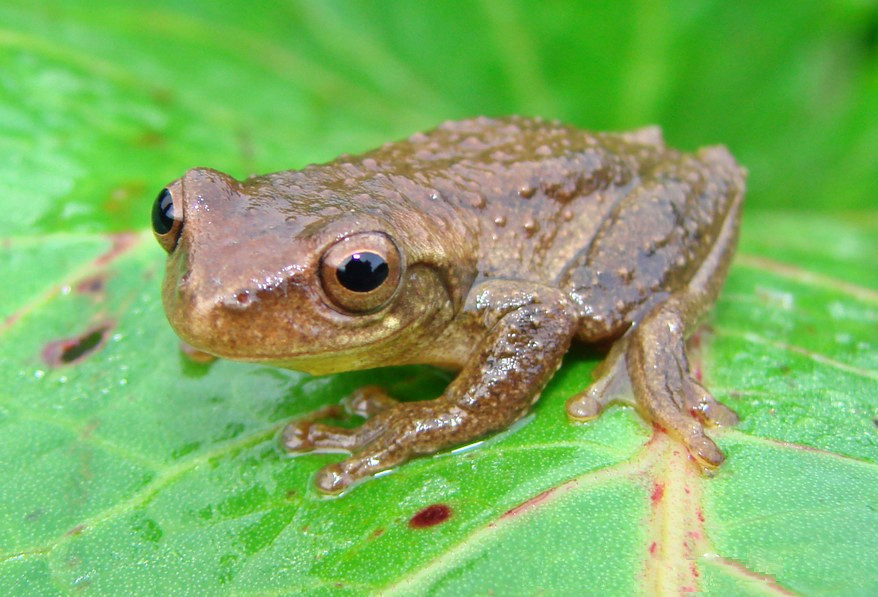